# Плетньов Андрій Володимирович
Андрі́й Володи́мирович Плетньо́в (рос. Андрей Владимирович Плетнёв; нар. 14 березня 1971, Ленінград, СРСР) — радянський та російський футболіст, опорний півзахисник, згодом — тренер та футбольний суддя.

## Клубна кар'єра
Футболом розпочав займатися в рідному місті в «Зірці», виступав за «Динамо» (1989), «Кіровець» (1990-1991), «Локомотив» (1992). У 1993-1994 роках грав у тольяттинской «Ладі», провів 9 матчів у вищій лізі, восени поїхав до України, де в складі луганської «Зорі»-МАЛС провів 7 матчів, забив 1 м'яч. У 1995 році повернувся у Санкт-Петербург і зіграв у першій лізі за «Зеніт» 28 матчів. Наприкінці року був відданий в оренду в іжевський «Газовик-Газпром», за який відіграв і сезон 1997 року. Наступні два роки провів в єкатеринбурзькому «Уралмаші» (1998) і «Ладі-Симбірськ» (Димитровград), після чого знову повернувся в Санкт-Петербург, за команди якого виступав у другому дивізіоні і змаганнях ЛФЛ до 2005 року, за виключенням 2002 року, коли Андрій виступав у вищій лізі Білорусі за мінське «Торпедо»-МАЗ.

## Кар'єра тренера
З 2009 року працював в академії «Зеніта», тренував команду 1996 року народження.

## Кар'єра судді
З 2006 року був асистентом головного арбітра на матчах Другого дивізіону чемпіонату Росії.